# Robert Olesen
Robert Olesen (ur. 11 czerwca 1967 w Chicago) – amerykański bobsleista, dwukrotny medalista mistrzostw świata.

## Kariera
Największe sukcesy w karierze osiągnął w 1997 roku, kiedy wywalczył dwa medale podczas mistrzostw świata w Sankt Moritz. Najpierw w parze z Brianem Shimerem zdobył brązowy medal w dwójkach, a następnie razem z Shimerem, Chipem Mintonem i Randym Jonesem zajął trzecie miejsce w czwórkach. W 1998 roku wystąpił na igrzyskach olimpijskich w Nagano, zajmując siódme miejsce w dwójkach i dwunaste w czwórkach.